# Johnny White
Johnny White, artiestennaam van Johnny Laurent Wittevrouw (Kaggevinne, 13 juni 1946 – Aalst, 13 januari 2014), was een Belgische zanger die voornamelijk in het Nederlands en soms in het Frans zong. Hij combineerde zijn zangcarrière met het uitbaten van horecazaken. White werd in de jaren zestig bekend via het BRT-programma Canzonissima. Zijn hoogtepunt was het lied Verloren hart, verloren droom uit 1971.
In zijn topperiode stond hij ook in de Moulin Rouge in Parijs en werkte hij samen met Gilbert Bécaud en Shirley Bassey.
Nadat White een hartaanval doormaakte werd hij opgenomen in het ziekenhuis voor een kijkoperatie. Dit werd hem echter fataal omdat hij na zijn verdoving nooit meer zou wakker worden.

## Biografie
White studeerde af als kapper maar oefende zijn stiel nooit uit. Na zijn legerdienst begon onmiddellijk zijn zangcarrière nadat hij in 1969 deelnam aan de toen zeer gereputeerde Europabeker voor zangvoordracht in Knokke. Hierdoor kreeg hij een aantal optredens in het buitenland.
In 1971 werd White tweede in het programma Canzonissima van de toenmalige BRT met het lied Verloren hart, verloren droom. In 1975 vierde White zijn tienjarige carrière met een optreden in de Mariahal in Scherpenheuvel.
In 2001 vierde hij zijn 35-jarige artiestenjubileum in een dubbelconcert met Marjan Berger, die eveneens haar 35-jarige carrière vierde. De twee artiesten namen voor de gelegenheid een duet op met de titel I love you. In ditzelfde jaar (2001) verscheen er van White een verzamelalbum, getiteld Blijf je bij mij, waarop ook zeven nieuwe nummers werden uitgebracht.
In 2003 werd Johnny White opgenomen in de Eregalerij van Radio 2 en SABAM met Verloren hart, verloren droom. In het voorjaar van 2006 bracht Johnny White de op senioren gerichte cd Onvergetelijke liefdesliedjes uit. Ter gelegenheid van zijn 40-jarig artiestenjubileum werd een tweede cd uitgebracht met de toepasselijke naam Heel m'n leven.
In 2008 trad Johnny White op tijdens het Schlagerfestival van dat jaar in de Ethias Arena te Hasselt.
In november 2013 bracht de zanger met "Morgen wordt alles anders" een nieuwe single uit. Dat moest de aanloop zijn naar de viering van zijn vijftig jarige  carrière in 2015, die hij nooit haalde.

## Privé
White was eigenaar van de "Club Annex Dancing" en "Johnny White Club", een dancing in Mannenberg te Scherpenheuvel-Zichem, met daaraan een zaal "De Witte Hoeve” om optredens te organiseren in zijn thuisstad. White's zangcarrière stond hierdoor op een laag pitje de laatste jaren maar werkte wel aan een comeback die hij nooit zou meemaken. White stierf op 67-jarige leeftijd aan de gevolgen van een kijkoperatie na een hartaanval.

### Cannabisplantage
In 2008, na melding van cannabisgeur, ontdekte de Leuvense federale recherche op zolder van 'Johnny White Club' een cannabisplantage van 400 planten. White, die al sinds jaar en dag boven de club woonde, ontkende alle betrokkenheid. Door dit voorval besliste de Burgemeester de club met onmiddellijke ingang te sluiten en werd White hiervoor opgepakt. Later heeft de 37-jarige uitbater van de zaak bekend dat hij alle verantwoordelijkheid op zich nam. Bij de heropening werd de "Johnny White Club" omgedoopt naar "The White".

## Discografie

### Singles
- 1965: Pretendo / Serenade in Portugal
- 1965: Waar je ook mag gaan / Pimpinella
- 1966: Veroordeel me niet / Ik kijk maar alleen naar jou
- 1967: Hey hey meisje / Als mijn liefde
- 1967: Ne t'en va pas
- 1967: Toi et moi
- 1968: Als ik nou 'ns rijk was
- 1968: Mona Lisa / Maria
- 1969: Flamme bleue
- 1969: Weisse Perlen (Nr. 12 in de Vlaamse hitparade)
- 1970: Formidable / Quand on est amoureux
- 1970: Please mister love / Quand s'ouvrira le ciel
- 1971: Te mooi om waar te zijn
- 1971: Alle wegen leiden naar Rome
- 1971: Verloren hart, verloren droom (Nr. 9 in de Vlaamse Top 10)
- 1971: Le matin oú tu reviendras / La ronde
- 1972: Attends demain
- 1972: Seul
- 1972: Duizenden nachten
- 1972: Toi qui reviens
- 1972: Goodbye of tot weerziens (Nr. 8 in de Vlaamse Top 10)
- 1973: Toute une nuit près de toi
- 1973: Kom terug
- 1973: Ik zie een traan
- 1973: Les vieux
- 1975: Hou je nog van mij (Nr. 7 in de Vlaamse Top 10)
- 1978: Ik denk aan jou (Nr. 3 in de Vlaamse Top 10)
- 1978: Les millions d'Arlequin
- 1979: Love me / Goodbye my love
- 1981: Op dat kamertje
- 1989: Jij weet wat liefde is (Nr. 8 in de Vlaamse Top 10)
- 1990: Eerste liefde
- 1990: Alleen bij jou
- 1991: Is er nog een kans
- 1992: Mediterranée
- 1992: Merci chérie
- 1993: Amore
- 2001: Waarom
- 2001: Ik zal de zomer voor je zijn
- 2001: Blijf je bij me
- 2006: Op mijn hoge dak
- 2013: Waarom
- 2013: Morgen wordt alles anders
- 2014: Vlei je zachtjes in mijn armen (postuum)

## Prijzen en erkeningen
- 1969: Prijs van het publiek tijdens het "Festival de la chanson Française" in Spa.
- 1969: Persprijs tijdens het "Festival van Palma de Mallorca".
- 2003: Wint met die hit Verloren hart, verloren droom de Eregalerij, uitgereikt door BRT 2 en Sabam.
- 2015: Postuum de Golden Lifetime Award van de stad Aarschot.